# B.B. Project
B.B. project est un global-manga (bande dessinée européenne ou américaine inspirée par les codes du manga), scénarisé par Kaze et dessiné par Shonen. Publié aux éditions Les Humanoïdes Associés dans la collection Shogun Shonen et prépublié dans le magazine du même nom.

## Synopsis
Depuis quelques années, la ville de Kyoto est le théâtre d’une guerre secrète opposant des adolescents japonais extrémistes qui prônent l’exclusion des gaijin (étrangers) hors du Japon, et d’autres qui défendent leur intégration. Afin d’éviter la montée de la violence entre les bandes rivales, les deux camps se mettent d’accord pour régler définitivement le sort des gaijin dans un tournoi underground où leurs meilleurs représentants s’affronteront : le B.B. Project. Il s’agit du diminutif pour Black Boat Project en rapport direct avec les “black boats” du commandant Perry, symbole marquant l’arrivée des gaijin (étrangers) sur les terres japonaises. Franck Leclerc est un français bagarreur et frimeur qui arrive dans un lycée de Kyoto et va se retrouver impliqué dans le B.B. Project.

## Personnages principaux
- Franck Leclerc
- Megumi Kyôtekisei
- Shinmaru Kyôtekisei
- Ali et Hon sen

## Publications
Chaque nouveau chapitre de B.B. project était prépublié dans le magazine Shogun Shonen chaque mois. Le premier chapitre est paru dans le numéro 4, dont il faisait la couverture. Il fit également la couverture du no 10.
En mai 2007, le premier volume relié paraît.
La série se termine avec le tome 5, publié en décembre 2010, cependant ce tome ne conclut pas l'histoire.

## Anecdotes
- Franck, le personnage principal de B.B. project, possède une ressemblance physique flagrante avec Sakuragi (ou Sakuu), un personnage d’Outlaw Players, webcomics sur lequel travaillait Shonen avant de dessiner B.B. project et ensuite publié chez Ki-oon.
- Hon-sen et Ali, tout comme Franck, ont des personnages équivalent dans Outlaw Players se nommant Shonen et Kaze, où ils paraissent plus jeunes. Dans les deux cas, ces personnages sont fortement inspirés des auteurs.